# フィニディ・ジョージ
フィニディ・ジョージ（Finidi George, 1971年4月15日 - ）は、ナイジェリア・ポートハーコート出身の元同国代表サッカー選手、現サッカー指導者。弟のIgeniwariとセレスティンもサッカー選手として活動していたが、Igeniwariは試合中に観客の暴動に遭い殺されている。
オランダのアヤックス・アムステルダムで主力の1人としてUEFAチャンピオンズリーグ 1994-95を含め8つの主要タイトルを獲得し、世界最高の右WGとまで呼ばれた。その後スペインのレアル・ベティスに数年在籍し、引退する前年までイングランドの舞台でプレーしていた。
代表では、1990年代に主力を務めFIFAワールドカップに2度出場した。

## クラブ経歴
母国ナイジェリアの3つのクラブでプレーした後、1993年に17歳の同胞ヌワンコ・カヌと共にアヤックス・アムステルダムへ移籍した。入団1シーズン目から主力として27試合4得点と活躍し、リーグタイトル獲得に貢献。翌年以降も優勝し3連覇を達成、UEFAチャンピオンズリーグの舞台では1994-95シーズンにACミランを破り優勝したのを含め2シーズン連続で決勝の舞台でプレーした。
1996年にスペインへと渡りプリメーラ・ディビシオンのレアル・マドリードへの移籍が破断したものの、同カテゴリーのレアル・ベティスと契約すると、ほぼすべてのシーズンで2桁得点を挙げる活躍を見せた。また、チームとしては加入1年目にリーグ戦4位となり、コパ・デル・レイでは決勝戦まで進出し、FCバルセロナに2-3で敗れたものの延長戦まで持ち込むなど躍進した。
1999-2000シーズンにチームがセグンダ・ディビシオンに降格したため、RCDマヨルカで1シーズン在籍。その後、ジョージ・バーリー監督率いるイングランドのイプスウィッチ・タウンFCへ移籍金310万ポンドで加入した。ポートマン・ロードでダービー・カウンティFC相手に2得点を挙げ3-1の勝利に貢献するも、全体的に期待されたほどのプレーを見せることはなく、チームは移籍1年目に降格。2003年6月に契約解除された。
2003年11月に32歳で古巣マヨルカのトライアルを受け、2004年1月に復帰。チームは常に残留争いに巻き込まれていたものの、最終的に11位で終わった。スペインや中東のクラブからのオファーもあったが、2003-04シーズンを最後に引退した。
2010年11月半ば、古巣ベティスのディレクターとしてサッカー界に復帰した。

## 代表経歴
1991年7月27日、アフリカネイションズカップ1992予選のブルキナファソ戦でデビューを果たすと、この試合でラシディ・イエキニに3アシストをする活躍を見せ7-1の勝利に貢献。本大会では3位に終わったものの、次のチュニジアで行われたアフリカネイションズカップ1994では代表史上通算2回目となる優勝を果たした。
FIFAワールドカップには2度出場。アメリカ合衆国で開催された1994 FIFAワールドカップではベスト16のイタリア戦まで全試合に出場し、2-0で勝利したギリシャ戦で1得点挙げ、マーキングする犬を真似たゴールセレブレーションを披露した。
フランスで開催された1998 FIFAワールドカップでは、グループリーグ最終戦のデンマーク戦までの全3試合に出場。大会敗退後に代表引退を表明した。

## 指導者経歴
2021年9月15日、母国ナイジェリアのエニンバFC監督に就任。

## 代表歴

### 出場大会
- ナイジェリア代表
  - 1994 FIFAワールドカップ
  - 1998 FIFAワールドカップ

### 試合数
- 国際Aマッチ 62試合 6得点（1991年-2002年）[15]

| ナイジェリア代表 | 国際Aマッチ | 国際Aマッチ |
| 年               | 出場        | 得点        |
| ---------------- | ----------- | ----------- |
| 1991             | 1           | 1           |
| 1992             | 9           | 0           |
| 1993             | 6           | 2           |
| 1994             | 12          | 1           |
| 1995             | 1           | 0           |
| 1996             | 1           | 0           |
| 1997             | 3           | 0           |
| 1998             | 7           | 0           |
| 1999             | 1           | 1           |
| 2000             | 6           | 1           |
| 2001             | 8           | 0           |
| 2002             | 7           | 0           |
| 通算             | 62          | 6           |

## タイトル
アヤックス・アムステルダム
- エールディヴィジ : 1993-94, 1994-95, 1995-96
- ヨハン・クライフ・シャール : 1994, 1995
- UEFAチャンピオンズリーグ : 1994-95
- UEFAスーパーカップ : 1995
- インターコンチネンタルカップ : 1995